# Ясна Поляна (Бійський район)
Я́сна Поля́на (рос. Ясная Поляна) — селище у складі Бійського району Алтайського краю, Росія. Входить до складу Первомайської сільської ради.

## Населення
Населення — 355 осіб (2010; 378 у 2002).
Національний склад (станом на 2002 рік):
- росіяни — 93 %